# 斑鰭原黑麗魚
斑鰭原黑麗魚，為輻鰭魚綱鱸形目隆頭魚亞目慈鯛科的其中一種，分布於非洲馬拉威湖流域，體長可達24公分，棲息在中底層水域，生活習性不明，可做為觀賞魚。

## 擴展閱讀
維基物種上的相關：斑鰭原黑麗魚